# Luís Pedro Cavanda
Luís Pedro Cavanda (Luanda, 2 gennaio 1991) è un calciatore belga, difensore o centrocampista svincolato.

## Carriera

### Club

#### Gli inizi
Nato in Angola da genitori congolesi, ma di passaporto belga, Cavanda inizia a giocare a calcio sin da piccolo frequentando le scuole-calcio della formazione dello Standard Liegi.

#### Lazio e i vari prestiti
Nel 2007, dopo essere stato notato dall'allora dirigente della Lazio Walter Sabatini, viene ammesso nelle formazioni giovanili della società capitolina, continuando a crescere come calciatore e diventando un membro effettivo della Campionato Primavera laziale.
Debutta sia in prima squadra che nelle coppe europee il 17 dicembre 2009, nella partita di Europa League contro il Levski Sofia (sconfitta per 0-1), giocando tutta la partita da titolare.
Nel luglio 2010 prende parte al ritiro della prima squadra, venendo poi inserito dal tecnico laziale Edoardo Reja nella rosa biancoceleste. Il 29 agosto 2010, a 20 anni, esordisce in Serie A entrando al posto di Simone Del Nero nel secondo tempo di Sampdoria-Lazio (2-0) allo Stadio Luigi Ferraris di Genova. In Lazio-Milan (1-1) del 22 settembre gioca la sua prima partita da titolare in campionato.
Il 31 gennaio 2011 viene ceduto in prestito al Torino, e a fine stagione torna alla Lazio.
Nel luglio 2011 prende parte al ritiro di Auronzo di Cadore con la prima squadra biancoceleste. Il debutto stagionale avviene il 14 dicembre 2011 nella gara di Europa League contro lo Sporting Lisbona, vinta dalle Aquile per 2-0.
Il 31 gennaio 2012 viene ceduto in prestito al Bari dove disputa 8 partite, a fine stagione fa ritorno alla Lazio.
Nella stagione 2012-2013, si ritrova nuovamente alla Lazio, questa volta sotto la gestione di mister Vladimir Petković che decide di impiegarlo come vice-Lulić. Fa il suo esordio stagionale il 23 agosto, nella partita in trasferta contro il Mura 05, play-off di Europa League, giocando tutta la partita, la partita finirà 2-0 per la Lazio. La prima partita giocata in campionato della stagione in corso arriva il 16 settembre contro il ChievoVerona, giocando nuovamente tutto l'incontro, la partita verrà vinta dai biancocelesti per 3-1.
Il 18 agosto 2013 perde la Supercoppa italiana 2013 contro la Juventus per 4-0. Il 15 settembre 2013 segna il suo primo gol in Serie A contro il Chievo Verona nella partita vinta in casa dalla Lazio per 3-0.
Il 20 maggio 2015 perde la finale di Coppa Italia dove la Lazio viene sopraffatta dalla Juventus per 2-1.

#### Trabzonspor, Galatasaray e il prestito allo Standard Liegi
Il 12 luglio 2015 viene acquistato dal club turco del Trabzonspor per una cifra vicina ai 2 milioni di euro. Esordisce il 6 agosto successivo nella partita di qualifazione all'Europa League, pareggiata, per 1-1 ai tempi supplementari, contro i macedoni del Rabotnički; tale risultato non permette alla squadra turca di superare il turno. Il 15 agosto 2015 arriva l'esordio in Süper Lig in occasione della partita vinta, per 1-0, contro il Bursaspor. Conclude la stagione con un bottino di 27 presenze.
Il 9 agosto 2016 passa al Galatasaray per 1,8 milioni di euro firmando un contratto triennale. Quattro giorni più tardi, seppur non scendendo in campo, vince la Supercoppa turca poiché la sua nuova squadra si impone, ai calci di rigore, sul Beşiktaş, L'esordio arriva il 24 settembre 2016 in occasione della trasferta pareggiata, per 2-2, contro il Beşiktaş. Conclude la stagione con un bottino di 13 presenze. Dal 5 maggio del 2020 risulta essere svincolato.

### Nazionale
Scelta la Nazionale belga, ha rappresentato il paese con le giovanili Under-18, Under-19 ed Under-21.
Il 6 marzo 2015, Florent Ibengé, commissario tecnico della Nazionale di calcio della Repubblica Democratica del Congo, dichiara che il giocatore ha accettato la convocazione del 28 marzo successivo per l'amichevole contro l'Iraq. Tuttavia il giocatore sceglie di non rispondere alla chiamata del CT Ibengé.
Il 2 ottobre 2015 viene convocato per la prima volta da Marc Wilmots, commissario tecnico della nazionale maggiore del Belgio, per le gare di qualificazione a Euro 2016 contro Andorra e Israele. Esordisce il 10 ottobre successivo nella partita contro l'Andorra vinta per 1-4 subentrando, all'81º minuto, al compagno di squadra Thomas Meunier.

## Statistiche

### Presenze e reti nei club
Statistiche aggiornate al 31 dicembre 2023.
| Stagione              | Squadra               | Campionato            | Campionato | Campionato | Coppe nazionali | Coppe nazionali | Coppe nazionali | Coppe continentali | Coppe continentali | Coppe continentali | Altre coppe | Altre coppe | Altre coppe | Totale | Totale |
| Stagione              | Squadra               | Comp                  | Pres       | Reti       | Comp            | Pres            | Reti            | Comp               | Pres               | Reti               | Comp        | Pres        | Reti        | Pres   | Reti   |
| --------------------- | --------------------- | --------------------- | ---------- | ---------- | --------------- | --------------- | --------------- | ------------------ | ------------------ | ------------------ | ----------- | ----------- | ----------- | ------ | ------ |
| 2009-2010             | Lazio                 | A                     | 0          | 0          | CI              | 0               | 0               | UEL                | 1                  | 0                  | SI          | 0           | 0           | 1      | 0      |
| 2010-gen. 2011        | Lazio                 | A                     | 3          | 0          | CI              | 2               | 0               | -                  | -                  | -                  | -           | -           | -           | 5      | 0      |
| gen.-giu. 2011        | Torino                | B                     | 3          | 0          | CI              | 0               | 0               | -                  | -                  | -                  | -           | -           | -           | 3      | 0      |
| 2011-gen. 2012        | Lazio                 | A                     | 1          | 0          | CI              | 1               | 0               | UEL                | 1                  | 0                  | -           | -           | -           | 3      | 0      |
| gen.-giu. 2012        | Bari                  | B                     | 8          | 0          | CI              | 0               | 0               | -                  | -                  | -                  | -           | -           | -           | 8      | 0      |
| 2012-2013             | Lazio                 | A                     | 14         | 0          | CI              | 3               | 0               | UEL                | 7                  | 0                  | -           | -           | -           | 24     | 0      |
| 2013-2014             | Lazio                 | A                     | 19         | 1          | CI              | 2               | 0               | UEL                | 7                  | 0                  | SI          | 1           | 0           | 29     | 1      |
| 2014-2015             | Lazio                 | A                     | 16         | 0          | CI              | 2               | 0               | -                  | -                  | -                  | -           | -           | -           | 18     | 0      |
| Totale Lazio          | Totale Lazio          | Totale Lazio          | 53         | 1          |                 | 10              | 0               |                    | 16                 | 0                  |             | 1           | 0           | 80     | 1      |
| 2015-2016             | Trabzonspor           | SL                    | 25         | 0          | CT              | 1               | 0               | UEL                | 1                  | 0                  | -           | -           | -           | 27     | 0      |
| 2016-2017             | Galatasaray           | SL                    | 7          | 0          | CT              | 6               | 0               | -                  | -                  | -                  | ST          | 0           | 0           | 13     | 0      |
| 2017-2018             | Standard Liegi        | PL                    | 21+8       | 0+1        | CB              | 4               | 0               | -                  | -                  | -                  | -           | -           | -           | 33     | 1      |
| 2018-2019             | Standard Liegi        | PL                    | 16+4       | 0+1        | CB              | 1               | 0               | UCL+UEL            | 2+3                | 0                  | SB          | 1           | 0           | 27     | 1      |
| Totale Standard Liegi | Totale Standard Liegi | Totale Standard Liegi | 37+12      | 0+2        |                 | 5               | 0               |                    | 5                  | 0                  |             | 1           | 0           | 60     | 2      |
| 2022-2023             | Neuchâtel Xamax       | ChL                   | 6          | 0          | CS              | 0               | 0               | -                  | -                  | -                  | -           | -           | -           | 6      | 0      |
| Totale carriera       | Totale carriera       | Totale carriera       | 151        | 3          |                 | 22              | 0               |                    | 22                 | 0                  |             | 2           | 0           | 197    | 3      |

### Cronologia presenze e reti in nazionale
| Cronologia completa delle presenze e delle reti in nazionale ― Belgio | Cronologia completa delle presenze e delle reti in nazionale ― Belgio | Cronologia completa delle presenze e delle reti in nazionale ― Belgio | Cronologia completa delle presenze e delle reti in nazionale ― Belgio | Cronologia completa delle presenze e delle reti in nazionale ― Belgio | Cronologia completa delle presenze e delle reti in nazionale ― Belgio | Cronologia completa delle presenze e delle reti in nazionale ― Belgio | Cronologia completa delle presenze e delle reti in nazionale ― Belgio |
| Data                                                                  | Città                                                                 | In casa                                                               | Risultato                                                             | Ospiti                                                                | Competizione                                                          | Reti                                                                  | Note                                                                  |
| --------------------------------------------------------------------- | --------------------------------------------------------------------- | --------------------------------------------------------------------- | --------------------------------------------------------------------- | --------------------------------------------------------------------- | --------------------------------------------------------------------- | --------------------------------------------------------------------- | --------------------------------------------------------------------- |
| 10-10-2015                                                            | Andorra la Vella                                                      | Andorra                                                               | 1 – 4                                                                 | Belgio                                                                | Qual. Euro 2016                                                       | -                                                                     | 81’                                                                   |
| 13-11-2015                                                            | Bruxelles                                                             | Belgio                                                                | 3 – 1                                                                 | Italia                                                                | Amichevole                                                            | -                                                                     | 63’                                                                   |
| Totale                                                                |                                                                       | Presenze                                                              | 2                                                                     |                                                                       | Reti                                                                  | 0                                                                     |                                                                       |

## Palmarès

### Club
- Coppa Italia: 1

Lazio: 2012-2013
- Supercoppa turca: 1

Galatasaray: 2016
- Coppa del Belgio: 1

Standard Liegi: 2017-2018